# Ахада

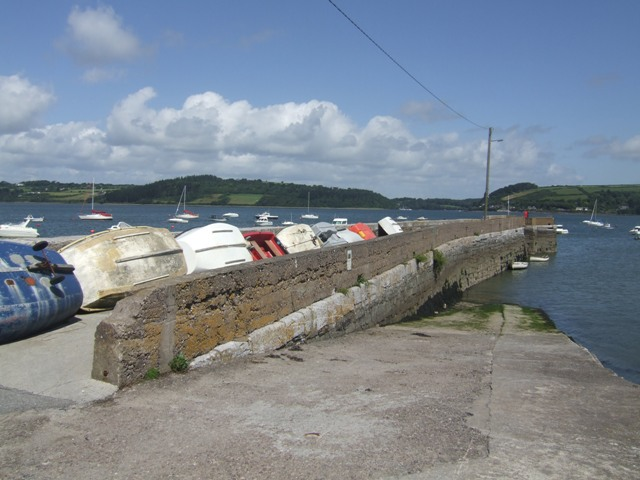
Причал

Ахада (англ. Aghada, также Aghada-Farsid-Rostellan; ирл. Ath Fhada-An Fhearsaid - Ros Tialláin) — деревня в Ирландии, находится в графстве Корк (провинция Манстер).
В деревне есть пресвитерианская церковь.

## Демография
Население — 904 человека (по переписи 2006 года). В 2002 году население составляло 774 человек.
Данные переписи 2006 года:
| Общие демографические показатели |               |                               |                               |      |      |
| Всё население                    | Всё население | Изменения населения 2002—2006 | Изменения населения 2002—2006 | 2006 | 2006 |
| 2002                             | 2006          | чел.                          | %                             | муж. | жен. |
| 774                              | 904           | 130                           | 16,8                          | 435  | 469  |